# Płomykówki
Płomykówki (Tytoninae) – monotypowa podrodzina ptaków z rodziny płomykówkowatych (Tytonidae).

## Zasięg występowania
Podrodzina obejmuje gatunki występujące na wszystkich kontynentach (oprócz Antarktydy).

## Morfologia
Długość ciała 23–51 cm, rozpiętość skrzydeł 63–103 cm; masa ciała samic 195–1260 g, samców 187–800 g.

## Systematyka

### Etymologia
- Strix: łac. strix, strigis „sowa, sycząca sowa, która jak wierzono wysysa krew niemowląt”, od gr. στριξ strix, στριγος strigos „sowa”[21]. Gatunek typowy: Strix flammea Linnaeus, 1766 (= Strix alba Scopoli, 1769).
- Aluco: łac. ulucus „skrzecząca sowa”, od ulula skrzecząca sowa[22]. Gatunek typowy: Strix flammea Linnaeus, 1766 (= Strix alba Scopoli, 1769).
- Tyto: gr. τυτω tutō, τυτους tutous „sowa, nocna sowa”[23].
- Hybris: gr. ὑβρις hubris, ὑβριδος hubridos „rodzaj sowy”, prawdopodobnie puchacz[24]. Gatunek typowy: Strix flammea Linnaeus, 1766 (= Strix alba Scopoli, 1769).
- Flammea: epitet gatunkowy Strix flammea Linnaeus, 1766; łac. flammeus „zapalny, koloru płomienia, ognisty czerwony”, od flamma „płomień”, od flagrare „palić się”[25]. Gatunek typowy: Strix flammea Linnaeus, 1766 (= Strix alba Scopoli, 1769).
- Nyctimene: w mitologii greckiej Nyktimene (gr. Νυκτιμενη Nuktimenē), córka i nieświadoma kochanka króla Epopeusa z Lesbos, która ze wstydu i rozpaczy uciekła do lasu i została zmieniona przez Atenę w sowę. W innej wersji mitu celowo wkradła się do łóżka swojego ojca i zmieniła się w sowę, kiedy jej ojciec odkrył kazirodztwo i miał zamiar pchnąć ją nożem, od gr. νυκτι- nukti- „nocny”, od νυξ nux, νυκτος nuktos „noc”; μενω menō „pozostać” (por. μηνη mēnē „księżyc”)[26]. Gatunek typowy: Strix flammea Linnaeus, 1766 (= Strix alba Scopoli, 1769).
- Eustrinx: gr. ευ eu „ładny, dobry”; στριγξ strinx „sowa”, od στριξ strix, στριγος strigos „sowa”[27]. Gatunek typowy: Strix flammea Linnaeus, 1766 (= Strix alba Scopoli, 1769).
- Stridula: łac. stridulus „syczący, świszczący”, od stridere „robić ostry hałas”[28]. Gatunek typowy: Strix flammea Linnaeus, 1766 (= Strix alba Scopoli, 1769).
- Megastrix: gr. μεγας megas, μεγαλη megalē „wielki”; στριξ strix, στριγος strigos „sowa”[29]. Gatunek typowy: Strix tenebricosa Gould, 1845.
- Glyphidiura: gr. γλυφις gluphis, γλυφιδος gluphidos „karb”; ουρα oura „ogon”[30]. Gatunek typowy: Strix capensis A. Smith, 1834.
- Dactylostrix: gr. δακτυλος daktulos „palec”; στριξ strix, στριγος strigos „sowa”[31]. Gatunek typowy: Strix personata Vigors, 1831 (= Strix castanops Gould, 1837[d]).
- Scelostrix: gr. σκελος skelos „noga”; στριξ strix, στριγος strigos „sowa”[32]. Gatunek typowy: Strix candida Tickell, 1833 (= S[trix]. longimembris Jerdon, 1839).
- Glaux: gr. γλαυξ glaux, γλαυκος glaukos „sowa z błyszczącymi oczami”[33]. Gatunek typowy: S[trix]. longimembris Jerdon, 1839.
- Strigymnhemipus: gr. στριγξ strinx „sowa”, od στριξ strix, στριγος strigos „sowa”; γυμνος gumnos „nagi”; ἡμι- hēmi- „pół-”, od ἡμισυς hēmisus „połowa”; πους pous, ποδος podos „stopa”[34]. Gatunek typowy: Strix perlata M.H.C. Lichtenstein, 1818 (= Strix tuidara J.E. Gray, 1829[e]).
- Glaucostrix: zbitka wyrazowa nazw rodzajów: Glaux Blyth, 1851 (płomykówka) oraz Strix Linnaeus, 1766 (puszczyk)[35]. Gatunek typowy: Strix candida Tickell, 1833 (= S[trix]. longimembris Jerdon, 1839).
- Heliodilus: gr. ἡλιος hēlios „słońce”; δειλος deilos „tchórzliwy, nieśmiały, przerażony”, od δειλιαω deiliaō „bać się”[36]. Gatunek typowy: Heliodilus soumagnei A. Grandidier, 1878.

### Podział systematyczny
Do podrodziny należy jeden rodzaj, Tyto, do którego zaliczane są następujące występujące współcześnie gatunki:
- Tyto prigoginei (Schouteden, 1952) – płomykówka malutka
- Tyto inexspectata (Schlegel, 1879) – płomykówka rdzawolica
- Tyto capensis (A. Smith, 1834) – płomykówka ziemna
- Tyto longimembris (Jerdon, 1839) – płomykówka długonoga
- Tyto tenebricosa (Gould, 1845) – płomykówka przydymiona
- Tyto aurantia (Salvadori, 1881) – płomykówka złotawa
- Tyto almae Jønsson, Poulsen, Haryoko, Reeve & Fabre, 2013 – płomykówka seramska
- Tyto castanops (Gould, 1837) – płomykówka tasmańska
- Tyto manusi Rothschild & E. Hartert, 1914 – płomykówka atolowa
- Tyto novaehollandiae (Stephens, 1826) – płomykówka duża
- Tyto soumagnei (A. Grandidier, 1878) – płomykówka madagaskarska
- Tyto javanica (J.F. Gmelin, 1788) – płomykówka ozdobna
- Tyto glaucops (Kaup, 1853) – płomykówka szarolica
- Tyto furcata (Temminck, 1827) – płomykówka amerykańska
- Tyto alba (Scopoli, 1769) – płomykówka zwyczajna

Opisano również gatunki wymarłe:
- Tyto gigantea (Ballmann, 1973)[37]
- Tyto Robusta (Ballmann, 1973)[37]
- Tyto sanctialbani (Lydekker, 1893)[38]